# Нові Петликівці
Нові́ Пе́тликівці — село в Україні, у Бучацькій міській громаді Чортківського району Тернопільської області. Розташоване на річці Вільховець, на північному сході району. Населення 666 осіб (2001).
До запровадження нового адміністративно-територіального поділу в Україні підпорядковувалося колишній Новопетликівській сільраді. Розташоване за 18 км від центру громади і найближчої залізничної станції Бучач.
Працює ЗОШ.

## Назва
Назву села можна було б взяти від слова «Петрик», а його «р» під впливом польської мови перейшло на «л». Найімовірніша назва села походить від слова «петля». Петля, зашморг на аркані чи мотузка носити сіно, солому, хмиз, — це був би корінь назви. Імовірно, тут виробляли петлі з лика й волосіння.
Іншою версією є походження назви Петликівці від нащадків Петлика. Корінь — формант пет — в давнину означав літати, звідси петелиця (рос.) — тола, петеліске (балт.) — метелик. Отже, Петлик можна пояснювати, як загальне літаючий, або конкретне поляр, пасічник.
За переказами старожилів ще однією версією назви села є назва, що походить від слова «питлювати» або «молоти». Адже у Старих Петликівцях на річці Стрипа був млин. Сюди возили молоти і жителі нашого села Нові Петликівці.

## Географія
За Зеленою, у яру, під лісом, криються від людського ока та від подільських вітрів і сніговиць Старі Петликівці.
На північно — східних полях від Старих Петликовець трохи далі від тернопільської траси на рівнинній території виросли Нові Петликівці. Сьогодні територія села займає 321 га з кількістю дворів 214.

## Історія села

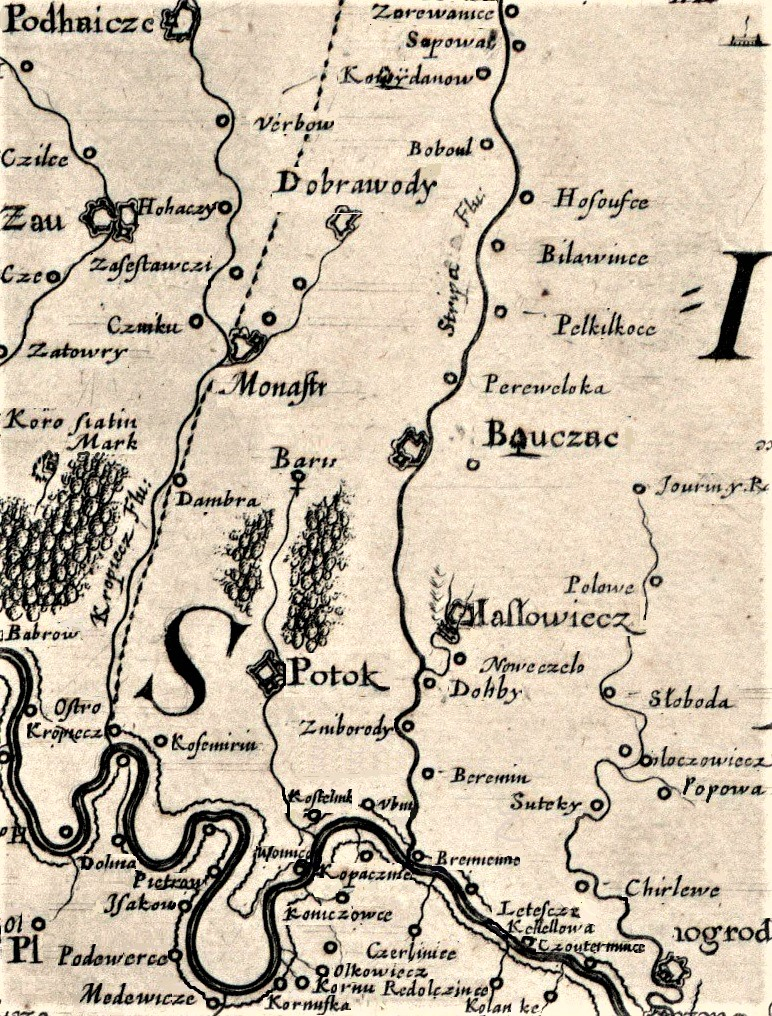
Петликівці на фрагменті спеціальної мапи України Боплана, 1650

«Slovnik Geograficzny…» із 1887 року подає, що Петликівці — це селище в степу. Лежить воно на південних границях струсівських степів, які тепер заорані.
З розповіді жителя села Знака Дмитра Григоровича 1923 року народження Нові Петликівці були засновані в 1805—1810 роках. Про це він знає від свого батька.
В той час на полях, які сьогодні належать Новим Петликівцям, були селянські наділи Старих Петликовець, Білявинець, Осівець, Бобулинець, а також тут були панські поля.
Першими заселили село Добрянські, Романчуки з Романівки і Луці з Бобулинець. Поселилися вони на місці сучасної вулиці Шкільної. Потім прийшли сюди жити Неділеньки, Єднаки, Знаки з Білявинець, Приймаки, Мулики, Литвинки зі Старих Петликовець, Яцишин, Вонсяки, Когути з Бобулинець, Явнюки, Теленюки з Осівець, Крушельницькі з Киданова.
Також селилися тут люди, які працювали в панів форналями (слугами). Вони брали шлюб і залишалися вже у Нових Петликівцях. Це Романіви із Зубреця і, звичайно, інші.
На місці сучасної вулиці Фільвароцька був фільварок графа Коритовського. Звідси і назва вулиці. Сам граф жив у Заліщиках, а тут були його поля. На полях люди відробляли панщину до 1848 року, безпосередньо керували господарством посесори.
У західній частині села виросла вулиця Киданівська, мабуть тому, що розміщена вона в сторону сусіднього села Киданів.
Вздовж північно — східної частини села простягаються луги, що і стало приводом назви вулиці Лугової. Ця вулиця заселилася найпізніше. З переселенням до села поляків виникла вулиця Варшавська. Тут жили Домбровські, Мишковські, Домські, Гречинські.
Діяли «Просвіта» та інші товариства.
12 червня 2020 року, відповідно до розпорядження Кабінету Міністрів України № 724-р «Про визначення адміністративних центрів та затвердження територій територіальних громад Тернопільської області» увійшло до складу Бучацької міської громади.
19 липня 2020 року, в результаті адміністративно-територіальної реформи та ліквідації Бучацького району, увійшло до складу новоутвореного Чортківського району.
З 11 грудня 2020 року належить до Бучацької міської громади.

## Політика

### Парламентські вибори, 2019
На позачергових парламентських виборах 2019 року у селі функціонувала окрема виборча дільниця № 610168, розташована у приміщенні будинку культури.
Результати
- зареєстровано 444 виборці, явка 53,38%, найбільше голосів віддано за «Слугу народу» — 18,45%, за «Європейську Солідарність» — 17,60%, за Радикальну партію Олега Ляшка — 17,17%.[4] В одномандатному окрузі найбільше голосів отримав Микола Люшняк (самовисування) — 45,69%, за Степана Брацюня (Конгрес українських націоналістів) — 12,07%, за Ігоря Сопеля (Слуга народу) — 10,78%[5].

## Населення

### Мова
Розподіл населення за рідною мовою за даними перепису 2001 року:
| Мова       | Кількість | Відсоток |
| ---------- | --------- | -------- |
| українська | 661       | 99.25%   |
| російська  | 3         | 0.45%    |
| румунська  | 1         | 0.15%    |
| болгарська | 1         | 0.15%    |
| Усього     | 666       | 100%     |

## Релігія
- церква Успіння Пресвятої Богородиці (1890, УГКЦ, кам'яна)
- церква Успіння Пресвятої Богородиці (1991, ПЦУ, кам'яна)

## Персоналії

### Працювали
- у селі учителем працював Володимир Гаврилишин — український юрист, учитель, краєзнавець і активіст;

## Галерея

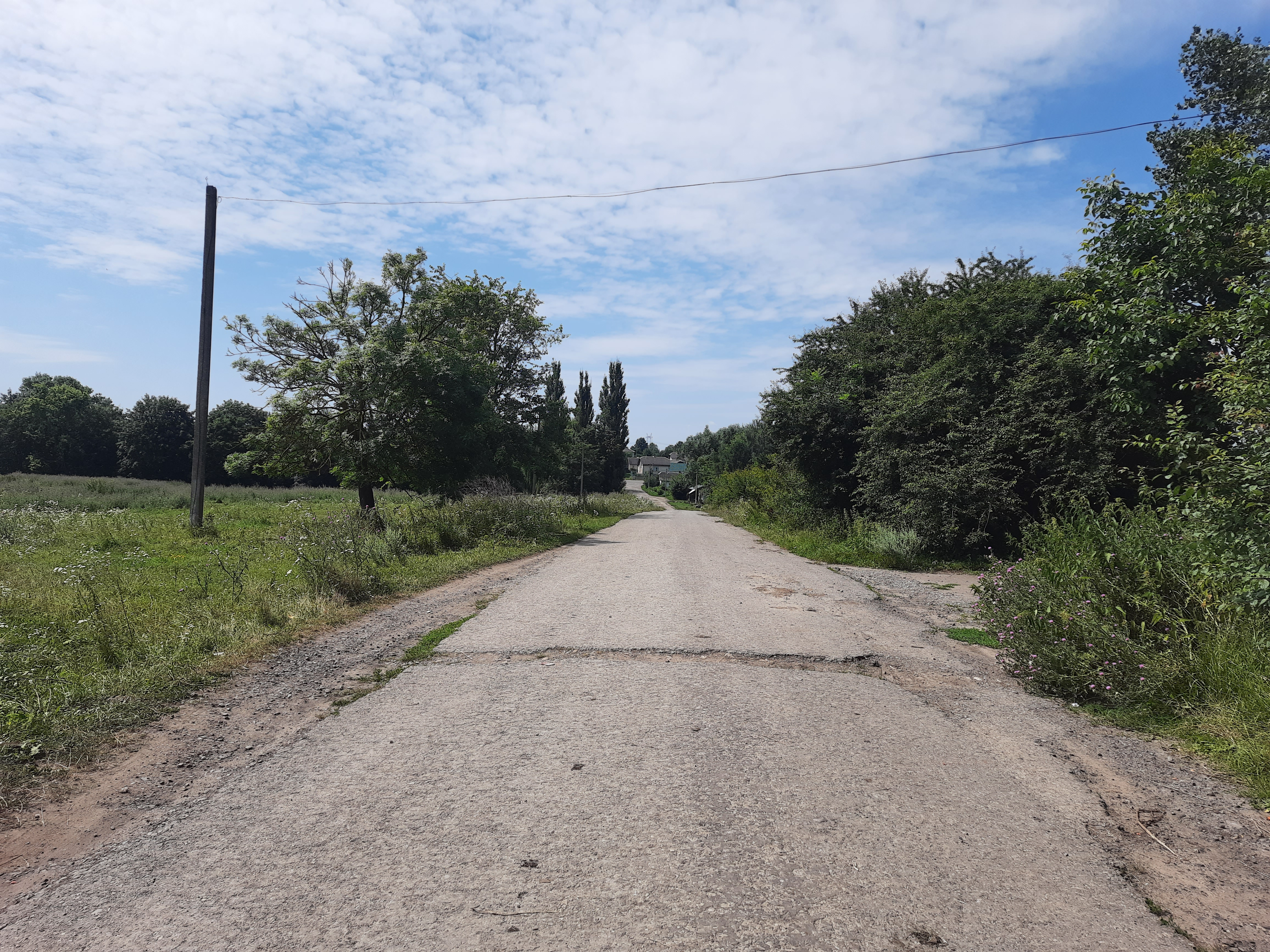
Дорога в село
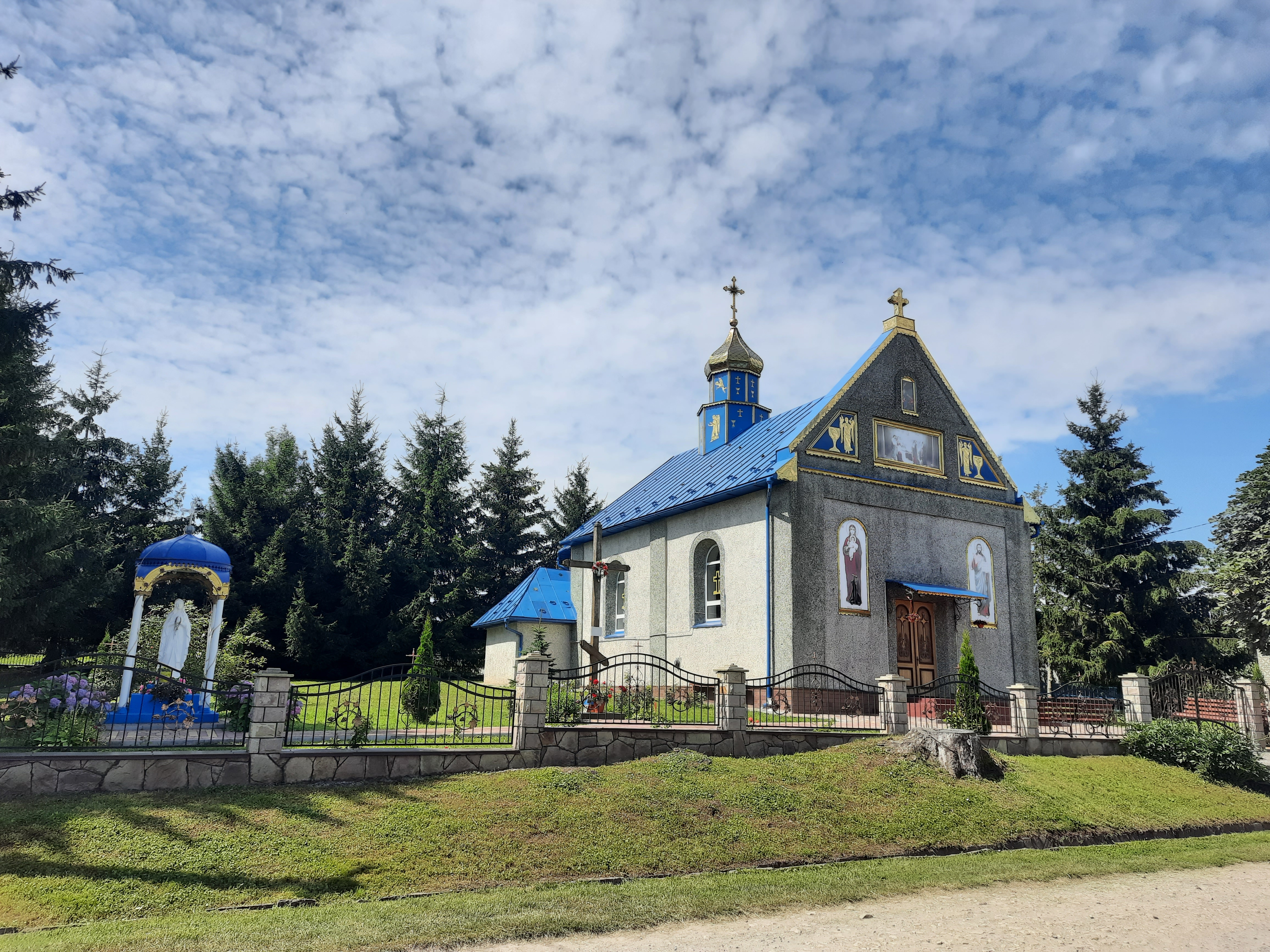
Церква Успіння Пресвятої Богородиці ПЦУ
Церква Успіння Пресвятої Богородиці УГКЦ
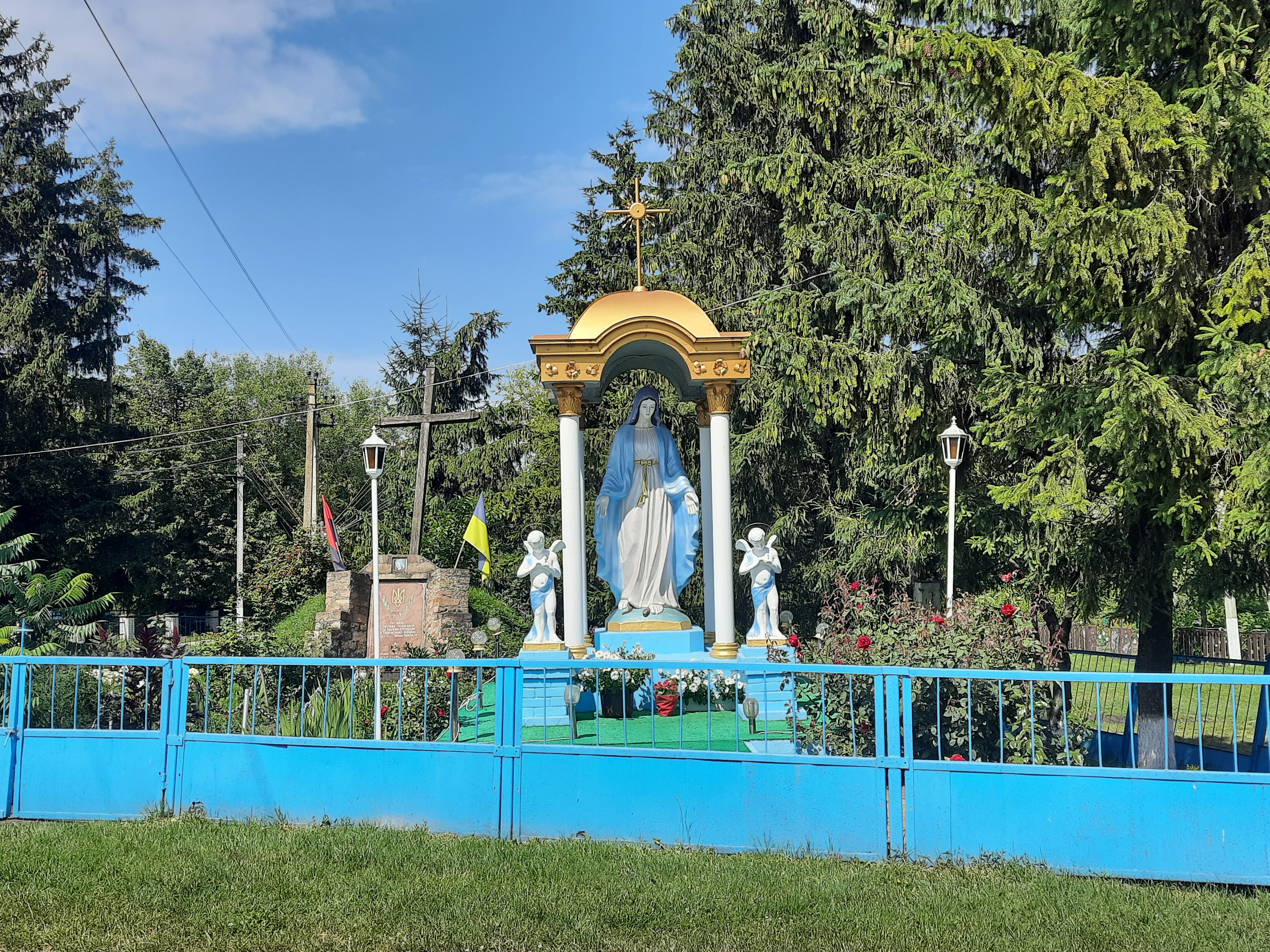
Статуя Божої Матері
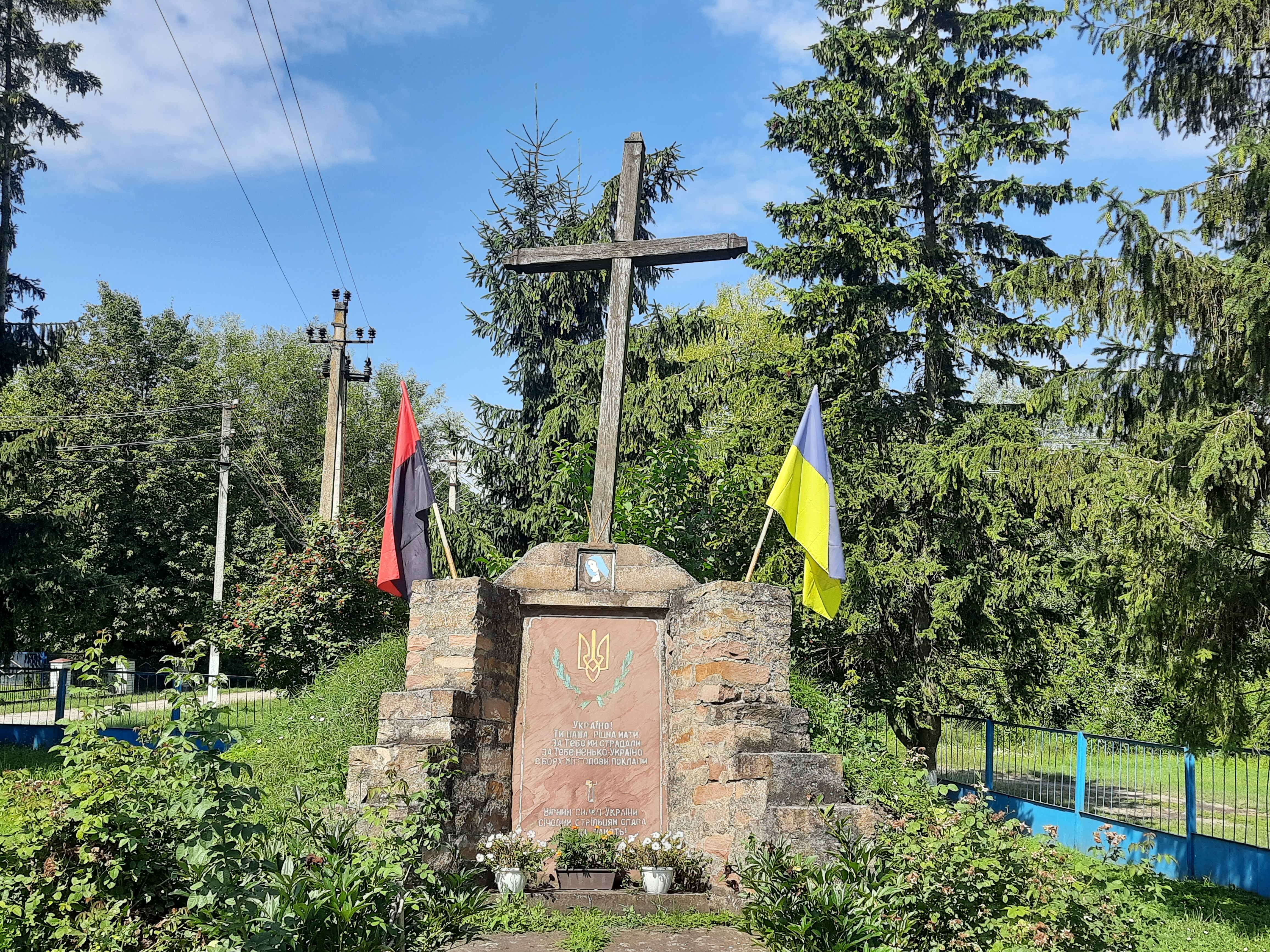
Символічна могила Борцям за волю України